# Catedral de Cazã de Moscou

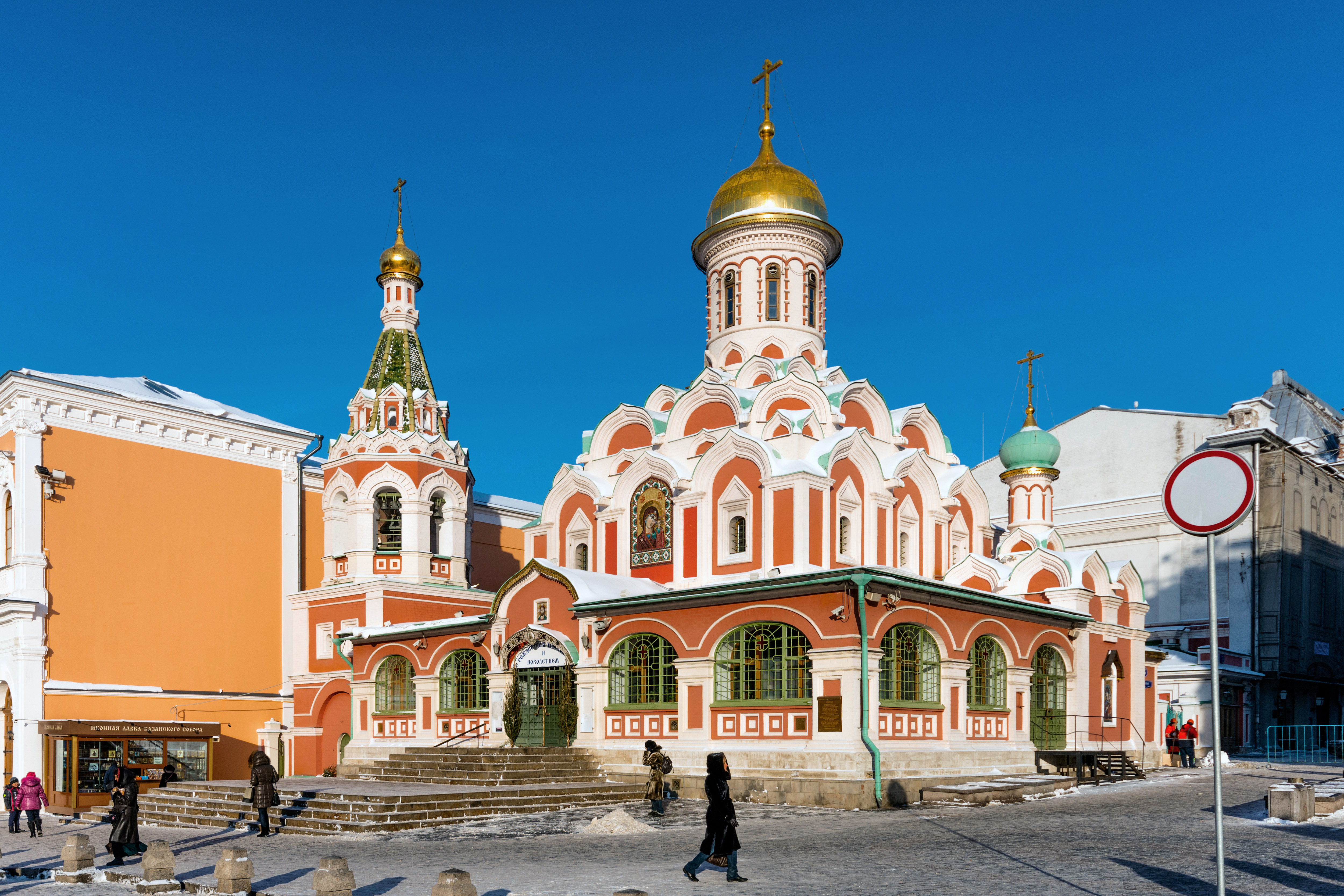
Catedral de Cazã de Moscou

Catedral de Cazã de Moscou (em russo:  собор Казанский, também conhecida como a "Catedral de Nossa Senhora de Cazã"), é uma igreja ortodoxa russa localizada no canto nordeste da Praça Vermelha em Moscou, Rússia. O prédio atual é uma reconstrução da igreja original, que foi destruída na direção do então Secretário-geral do Comitê Central do Partido Comunista da União Soviética, Josef Stálin, em 1936.

## História
Após a recuperação de Moscou dos exércitos da República das Duas Nações em 1612, no final do Tempo de Dificuldades, o príncipe Dmitry Pozharsky atribuiu seu sucesso à ajuda divina do ícone da Mãe de Deus de Cazã, para quem ele tinha orado em várias ocasiões. Com recursos próprios, ele financiou a construção de uma igreja de madeira dedicada à Virgem de Cazã na Praça Vermelha, que foi mencionada pela primeira vez em registros históricos em 1625. Após o santuário diminuto ser destruído por um incêndio em 1632, o czar Miguel I da Rússia ordenou a sua substituição por uma igreja de tijolos. O edifício foi consagrado em outubro 1636.
Em 1936, quando a Praça Vermelha estava sendo preparado para a realização dos desfiles militares da União Soviética, Josef Stálin ordenou que a praça ficasse livre de igreja. Após a queda da União Soviética, a Catedral de Cazã foi a primeira igreja a ser completamente reconstruída após ter sido destruída pelos comunistas. A restauração da catedral ocorreu entre 1990 e 1993 e foi baseada nas medições e fotografias detalhadas da igreja original. No entanto, o ícone restaurado da Virgem de Cazã na catedral é uma cópia; o original está agora na Catedral da Epifania.